# Serghei Marghiev
Serghei Marghiev (ur. 6 listopada 1992 w Kiszyniowie) – mołdawski lekkoatleta specjalizujący się w rzucie młotem.
W 2009 i 2010 startował bez sukcesów kolejno podczas mistrzostw świata juniorów młodszych i mistrzostw świata juniorów. Srebrny medalista juniorskich mistrzostw Europy z 2011. Reprezentant kraju w pucharze Europy w rzutach. Złoty medalista mistrzostw Mołdawii.
Rekord życiowy młotem seniorskim o wadze 7,26 kg: 78,72 (30 maja 2015, Kiszyniów) – rekord Mołdawii. Marghiev jest także aktualnym rekordzistą Mołdawii juniorów w rzucie młotem o wadze 6 kilogramów (76,60 w 2011).
Jego starsze siostry – Marina i Zalina także z powodzeniem uprawiają rzut młotem.

## Osiągnięcia
| Rok  | Impreza                                   | Miejsce              | Pozycja           | Wynik |
| ---- | ----------------------------------------- | -------------------- | ----------------- | ----- |
| 2009 | Mistrzostwa świata juniorów młodszych     | Bressanone           | el. – 28. miejsce | 59,36 |
| 2009 | Europejski Festiwal Młodzieży             | Tampere              | el. – 13. miejsce | 63,73 |
| 2010 | Mistrzostwa świata juniorów               | Moncton              | el. – 14. miejsce | 66,56 |
| 2011 | Zimowy puchar Europy w rzutach            | Sofia                | 9. miejsce U23    | 64,01 |
| 2011 | Mistrzostwa Europy juniorów               | Tallinn              | 2. miejsce        | 76,60 |
| 2012 | Zimowy puchar Europy w rzutach            | Bar                  | 6. miejsce U23    | 67,97 |
| 2012 | Igrzyska olimpijskie                      | Londyn               | el. – 31. miejsce | 69,76 |
| 2013 | Zimowy puchar Europy w rzutach            | Castelló de la Plana | 2. miejsce (U23)  | 69,72 |
| 2013 | Młodzieżowe mistrzostwa Europy            | Tampere              | 5. miejsce        | 72,08 |
| 2013 | Uniwersjada                               | Kazań                | 8. miejsce        | 72,99 |
| 2013 | Mistrzostwa krajów bałkańskich            | Stara Zagora         | 1. miejsce        | 73,77 |
| 2014 | Mistrzostwa Europy                        | Zurych               | 9. miejsce        | 75,18 |
| 2015 | Zimowy puchar Europy w rzutach            | Leiria               | 3. miejsce        | 73,84 |
| 2015 | III liga drużynowych mistrzostw Europy    | Baku                 | 2. miejsce        | 73,09 |
| 2015 | Uniwersjada                               | Gwangju              | 4. miejsce        | 73,65 |
| 2015 | Mistrzostwa świata                        | Pekin                | el. – 23. miejsce | 71,61 |
| 2016 | Puchar Europy w rzutach                   | Arad                 | 5. miejsce        | 73,50 |
| 2016 | Mistrzostwa Europy                        | Amsterdam            | 8. miejsce        | 73,21 |
| 2016 | Igrzyska olimpijskie                      | Rio de Janeiro       | 10. miejsce       | 74,14 |
| 2017 | Puchar Europy w rzutach                   | Las Palmas           | 5. miejsce        | 72,97 |
| 2017 | II liga drużynowych mistrzostw Europy     | Tel Awiw             | 1. miejsce        | 73,37 |
| 2017 | Mistrzostwa świata                        | Londyn               | 8. miejsce        | 75,87 |
| 2017 | Uniwersjada                               | Tajpej               | 3. miejsce        | 74,98 |
| 2018 | Puchar Europy w rzutach                   | Leiria               | 4. miejsce        | 75,52 |
| 2018 | Mistrzostwa Europy                        | Berlin               | 8. miejsce        | 74,47 |
| 2019 | Puchar Europy w rzutach                   | Šamorín              | 7. miejsce        | 73,53 |
| 2019 | III liga drużynowych mistrzostw Europy    | Skopje               | 1. miejsce        | 73,54 |
| 2019 | Mistrzostwa świata                        | Doha                 | el. – 16. miejsce | 74,28 |
| 2021 | III liga drużynowych mistrzostw Europy    | Limassol             | 1. miejsce        | 74,49 |
| 2021 | Igrzyska olimpijskie                      | Tokio                | 12. miejsce       | 75,24 |
| 2022 | Mistrzostwa świata                        | Eugene               | el. – 15. miejsce | 74,17 |
| 2022 | Mistrzostwa Europy                        | Monachium            | 10. miejsce       | 73,89 |
| 2023 | Puchar Europy w rzutach                   | Leiria               | 15. miejsce       | 68,61 |
| 2023 | II dywizja drużynowych mistrzostw Europy  | Chorzów              | 7. miejsce        | 70,56 |
| 2023 | Mistrzostwa świata                        | Budapeszt            | el. – 18. miejsce | 72,91 |
| 2024 | Puchar Europy w rzutach                   | Leiria               | 4. miejsce        | 74,54 |
| 2024 | Mistrzostwa Europy                        | Rzym                 | 11. miejsce       | 73,07 |
| 2024 | Igrzyska olimpijskie                      | Paryż                | el. – 18. miejsce | 73,46 |
| 2025 | Puchar Europy w rzutach                   | Nikozja              | 12. miejsce       | 74,79 |
| 2025 | III dywizja drużynowych mistrzostw Europy | Maribor              | 2. miejsce        | 70,26 |